# 棱鳞钝头蛇
棱鳞钝头蛇（学名：Pareas carinatus）为游蛇科钝头蛇属的爬行动物。分布于中南半岛、马来半岛、缅甸、印度尼西亚以及中国大陆的云南等地，主要栖息于平原及丘陵地区。其生存的海拔范围为530至700米。该物种的模式产地在印度尼西亚爪哇。
其种加词“carinatus”意为“具龙骨状脊的”。

## 保护
本种于2023年被收录入《有重要生态、科学、社会价值的陆生野生动物名录》。